# ガラパゴスのJULIET (Zoieの曲)
「ガラパゴスのJULIET」（ガラパゴスのジュリエット）は、香港の歌手・Zoieの日本国内1枚目（通算2枚目）のシングル。規格品番：FOCX-9001。

## 解説
- 小室哲哉のエグゼクティブプロデュースにより、香港で歌手デビューしたZoieの日本デビューシングル。
- 表題曲「ガラパゴスのJULIET」は、関西テレビ『さんまのまんま』のエンディング・テーマに起用された[1]。
- 「ガラパゴスのJULIET」は広東語版が制作されており（タイトルは「華麗宇宙」に改題）、日本映画『ジュブナイル』の香港版主題歌に起用されたが、商品化はされていない。

## 収録曲
| 全作詞: 前田たかひろ、全編曲: 中堅工房。 |                                         |              |                         |      |
| #                                        | タイトル                                | 作詞         | 作曲                    | 時間 |
| 1.                                       | 「ガラパゴスのJULIET」                  | 前田たかひろ | Alex Baboo & Groovy Cat | 3:20 |
| 2.                                       | 「kusya kusya」                         | 前田たかひろ | 松尾和博                | 4:32 |
| 3.                                       | 「ガラパゴスのJULIET -JAMASTER A MIX-」 | 前田たかひろ |                         | 4:53 |
| 4.                                       | 「ガラパゴスのJULIET -TV MIX-」         | 前田たかひろ |                         | 3:20 |
| 5.                                       | 「kusya kusya -TV MIX-」                | 前田たかひろ |                         | 4:32 |
| 合計時間:                                | 合計時間:                               | 合計時間:    | 20:37                   |      |

## クレジット
- Executive Produced : 小室哲哉
- Produced : 木根尚登
- Mixed : 若公俊広
- Remix & Additional Production (#3) : Alex Baboo & Groovy Cat